# Chevy Chase Section Five
Chevy Chase Section Five is een plaats (village) in de Amerikaanse staat Maryland, en valt bestuurlijk gezien onder Montgomery County.

## Demografie
Bij de volkstelling in 2000 werd het aantal inwoners vastgesteld op 641.
In 2006 is het aantal inwoners door het United States Census Bureau geschat op 652, een stijging van 11 (1,7%).

## Geografie
Volgens het United States Census Bureau beslaat de plaats een oppervlakte van
0,3 km², geheel bestaande uit land.

## Plaatsen in de nabije omgeving
De onderstaande figuur toont nabijgelegen plaatsen in een straal van 4 km rond Chevy Chase Section Five.